# Společenství obcí Podkrkonoší
Společenství obcí Podkrkonoší je dobrovolný svazek obcí (dle § 49 zákona č.128/2000 Sb. o obcích) v okresu Trutnov, jeho sídlem je Pilníkov a jeho cílem je koordinování celkového rozvoje území mikroregionu na základě společné strategie, přímé provádění společných investičních akcí, společný postup při prosazování ekologické stability území a společná propagace mikroregionu v cestovním ruchu. Do roku 2015 mělo SOP 12 členských obcí, v současnosti sdružuje 11 obcí. Tento dobrovolný svazek obcí byl založen v roce 2001.

## Obce sdružené v mikroregionu
- Čermná
- Dolní Olešnice
- Hajnice
- Horní Olešnice
- Chotěvice
- Kocbeře
- Kohoutov
- Pilníkov
- Staré Buky - do roku 2015
- Vítězná
- Vlčice
- Vlčkovice v Podkrkonoší